# Peridea
Peridea är ett släkte av fjärilar som beskrevs av Stephens 1828. Peridea ingår i familjen tandspinnare.

## Bildgalleri

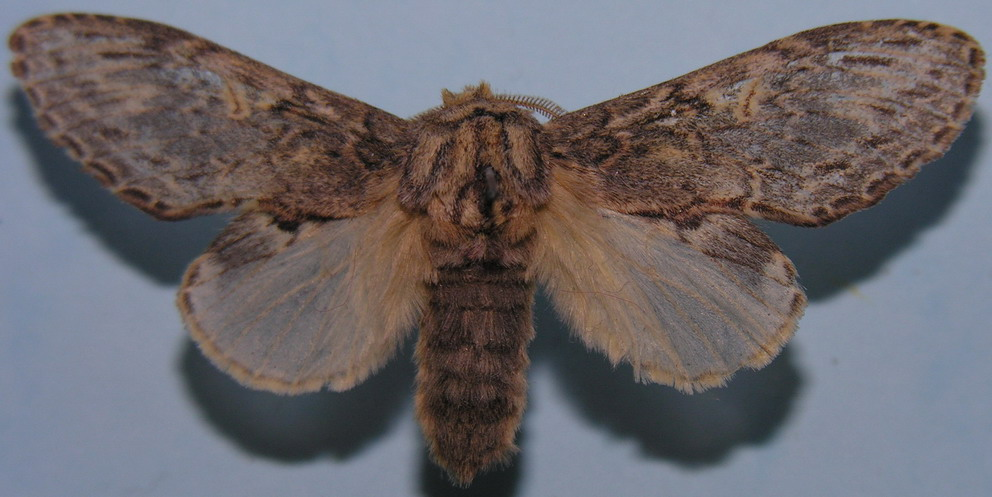

## Dottertaxa tillPeridea, i alfabetisk ordning[1][2]
- Peridea acerba
- Peridea agenjoi
- Peridea aliena
- Peridea anceps
- Peridea antennalis
- Peridea arnoldi
- Peridea baetica
- Peridea basilinea
- Peridea clausa
- Peridea coreana
- Peridea dichroma
- Peridea elzet
- Peridea flavilunata
- Peridea fusca
- Peridea gigantea
- Peridea graeseri
- Peridea grahami
- Peridea hazebroeki
- Peridea herculana
- Peridea herculeana
- Peridea himalayana
- Peridea hoenei
- Peridea interrupta
- Peridea ishidae
- Peridea jankowskii
- Peridea ketschubeji
- Peridea korbi
- Peridea lativitta
- Peridea mesatlantica
- Peridea moltrechti
- Peridea monetaria
- Peridea moorei
- Peridea murina
- Peridea musculus
- Peridea nigrescens
- Peridea nitobei
- Peridea oberthuri
- Peridea ochreipennis
- Peridea pacifica
- Peridea pinkeriana
- Peridea plebeja
- Peridea pseudolativitta
- Peridea rotundata
- Peridea scutellaris
- Peridea serrata
- Peridea sikkima
- Peridea swata
- Peridea takasagonis
- Peridea tangens
- Peridea trachitso
- Peridea transversa
- Peridea tremula
- Peridea trepida
- Peridea varidens